# Stade Rennais Football Club
O Stade Rennais Football Club, ou simplesmente Rennes, é um clube de futebol francês, sediado em Rennes. Atualmente disputa a Ligue 1. Suas cores são vermelho e preto.
Seu estádio, que abriga 29.778 pessoas, é o Roazhon Park.

## História

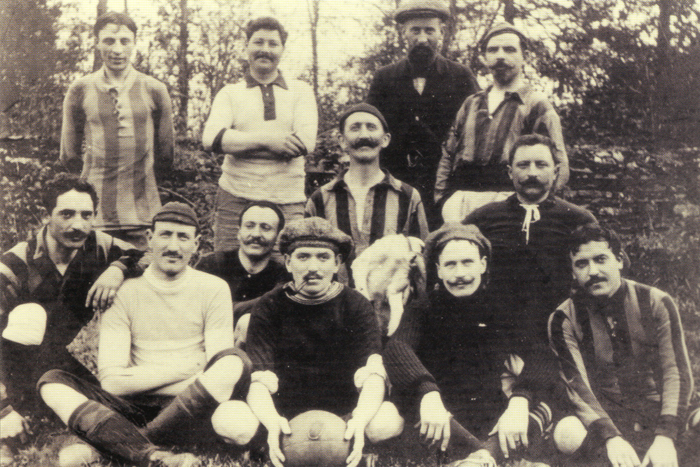
Stade Rennais em 1904.

O Stade Rennais foi fundado em 1901 por estudantes da região como um clube poliesportivo. Rivalizando com o FC Rennais nos seus primeiros anos de vida, juntou-se a este para formar o Stade Rennais Université-Club, em 1904.
O sucesso regional veio rápido, com o nacional chegando logo com as primeiras edições da Copa da França, tendo o Rennes sido vice campeão duas vezes e feito algumas outras boas campanhas. Em 1932-33, participou da primeira edição da atual Ligue 1. Foi um clube tradicional no certame durante seus trinta primeiros anos, tendo ficado de fora apenas em seis anos. Na década de 1960, vive seu melhor momento, sendo bicampeão da Copa da França e obtendo um quarto lugar na liga nacional.
Porém, na duas décadas seguintes, sofreu diversos rebaixamentos e revezou entre a Ligue 1 e a Ligue 2. Seu último acesso foi em 1993-94, e desde então vem fazendo campanhas intermediárias na maioria das competições nacionais que disputa.
Até 2018 participou de 10 competições europeias, disputando por 4 vezes a Copa UEFA, por 2 a Recopa Europeia e por 4 a Copa Intertoto.
Em 2019, o Rennes conseguiu, pela primeira vez na sua história, cruzar a primeira rodada da Liga Europa, sendo eliminado nas oitavas-de-final pelo Arsenal (vitória por 3-1 em casa na primeira mão, derrota por 0-3 na segunda mão em Londres). O clube também vence a 3ª Copa da França na sua história, a 27 de abril de 2019, nos pênaltis contra o PSG (2-2, 6-5 p.).
Em 2020, o Rennes se classifica, pela primeira vez na sua história, para a UEFA Champions League.

## Títulos
| NACIONAIS | NACIONAIS                    | NACIONAIS | NACIONAIS                  |
|           | Competição                   | Títulos   | Temporadas                 |
| --------- | ---------------------------- | --------- | -------------------------- |
|           | Copa da França               | 3         | 1964–65, 1970–71 e 2018–19 |
|           | Supercopa da França          | 1         | 1971                       |
|           | Campeonato Francês - Ligue 2 | 2         | 1955–56 e 1983–84          |

## Elenco atual
Atualizado em 4 de fevereiro de 2025
Legenda
- : Capitão
- : Jogador lesionado
- : Jogador suspenso

## Estatísticas
As tabelas abaixo mostram as performances do clube nas últimas temporadas no Campeonato Francês e na Copa da França
     Campeão.
     Vice-campeão.
     Promovido.
     Rebaixado.
| Temporada | Divisão | Posição |
| --------- | ------- | ------- |
| 1990-91   | D1      | 20º1    |
| 1991-92   | D1      | 18º     |
| 1992-93   | D2      | 4º      |
| 1993-94   | D2      | 2º      |
| 1994-95   | D1      | 13º     |
| 1995-96   | D1      | 8º      |
| 1996-97   | D1      | 16º     |
| 1997-98   | D1      | 14º     |
| 1998-99   | D1      | 5º      |
| 1999-00   | D1      | 13º     |

| Temporada | Divisão | Posição |
| --------- | ------- | ------- |
| 2000-01   | D1      | 6º      |
| 2001-02   | D1      | 12º     |
| 2002-03   | L1      | 15º     |
| 2003-04   | L1      | 9º      |
| 2004-05   | L1      | 4º      |
| 2005-06   | L1      | 7º      |
| 2006-07   | L1      | 4º      |
| 2007-08   | L1      | 6º      |
| 2008-09   | L1      | 7º      |
| 2009-10   | L1      | 9º      |

| Temporada | Fase alcançada |
| --------- | -------------- |
| 1990-91   | 32 avos        |
| 1991-92   | 16 avos        |
| 1992-93   | Oitavas        |
| 1993-94   | 16 avos        |
| 1994-95   | 32 avos        |
| 1995-96   | 32 avos        |
| 1996-97   | 16 avos        |
| 1997-98   | 16 avos        |
| 1998-99   | 16 avos        |
| 1999-00   | Quartas        |

| Temporada | Fase alcançada |
| --------- | -------------- |
| 2000-01   | 16 avos        |
| 2001-02   | 16 avos        |
| 2002-03   | Semis          |
| 2003-04   | Quartas        |
| 2004-05   | Oitavas        |
| 2005-06   | Semis          |
| 2006-07   | 32 avos        |
| 2007-08   | 16 avos        |
| 2008-09   | Final          |
| 2009-10   | Oitavas        |

1Em 1990-91, o Rennes terminou o certame na última colocação mas não foi rebaixado devido a problemas financeiros de outros times, que desceram no seu lugar.